# Troschenreuth (Vogtland)
Troschenreuth war ein Ort bei Wiedersberg im sächsischen Vogtland und wurde 1972 von den Grenztruppen der DDR komplett zerstört.

## Geographie
Der Ort lag 2 km südöstlich von Wiedersberg im Feilebachtal, nahe dem Gemeindeteil Oberhartmannsreuth von Gattendorf im bayerischen Vogtland. Die Gastwirtschaft Klippe grenzte unmittelbar an Bayern. Zu Troschenreuth gehörte der Ortsteil Ebersberg, der ebenfalls zerstört wurde.

## Geschichte

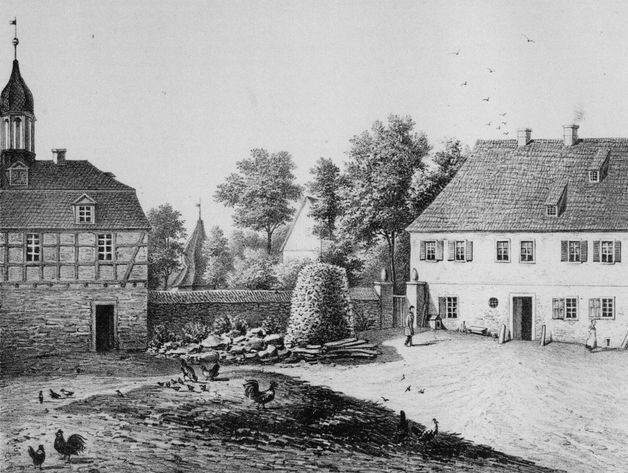
Das Rittergut Troschenreuth um 1850

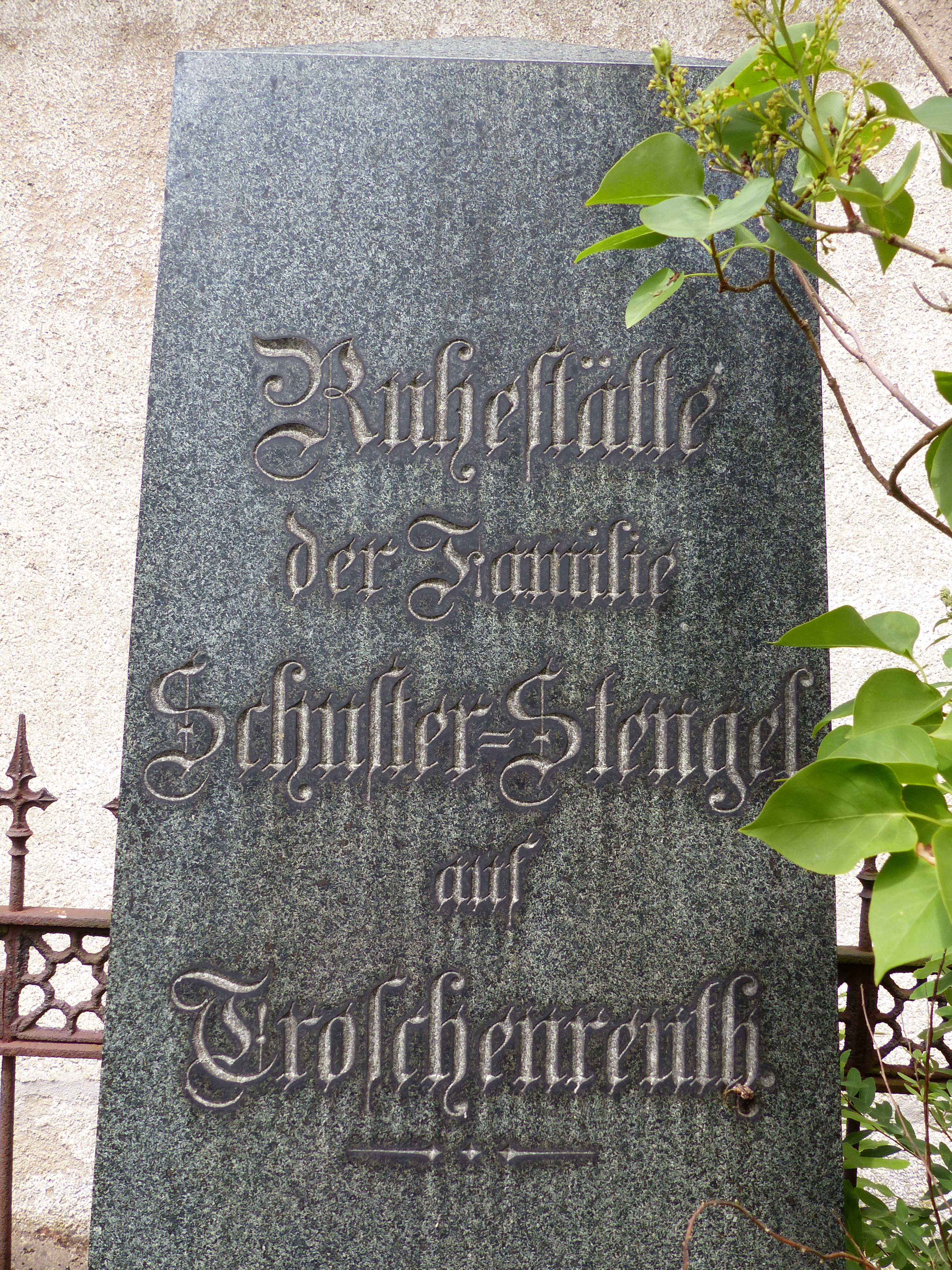
Gruft der Rittergutsbesitzer in Wiedersberg

Die genaue Entstehungsgeschichte von Troschenreuth (Rodung eines Troitzsch) ist nicht gänzlich klar, die frühe Geschichte ist aber eng mit der von Wiedersberg und der Burg Wiedersberg verknüpft. So diente der Ort wohl bereits im 12. Jahrhundert Wiedersberg als Vorwerk. Auch ein Herrenhaus wurde damals errichtet. Besitzer war anfangs die Familie von Wiedersperg. Es folgten die Herren von Sack und bis ins 16. Jahrhundert die Herren von Magwitz. 1577 gehörte der Ort zum Rittergut Sachsgrün. Von 1542 und ab 1606 gehörte der Ort zum Troschengrüner Rittergut.
Kirchlich gehörte Troschenreuth zur Streitpfarrei Wiedersberg und war damit teilweise nach Bayern verpflichtet. Besitzrechtlich gehörte der Ort aber ab 1802 nicht mehr zu Wiedersberg. Eine eigene Gerichtsbarkeit gab es bereits zuvor, worauf noch der Name Galgenberg unmittelbar nördlich davon hinweist. Der Ort gehörte bis ins 19. Jahrhundert zum Amt Voigtsberg.
Nach dem Zweiten Weltkrieg wurden die Rittergutsbesitzer enteignet und der Ort am 1. Juli 1950 nach Wiedersberg eingemeindet. Unmittelbar darauf begannen aufgrund der Nähe zur innerdeutschen Grenze die Maßnahmen der DDR-Staatssicherheit gegen die Bewohner, die mit einzelnen Zwangsaussiedlungen (Aktion Ungeziefer) begannen und 1972 mit dem Totalabriss des Ortes endeten.
| Jahr      | 1577             | 1764                   | 1834 | 1871 | 1890 | 1910 | 1925 | 1939 | 1946 |
| --------- | ---------------- | ---------------------- | ---- | ---- | ---- | ---- | ---- | ---- | ---- |
| Einwohner | 4 besessene Mann | 8 Gärtner (5 Scheffel) | 152  | 156  | 118  | 132  | 137  | 105  | 146  |

1925 waren 137 Einwohner evangelisch-lutherischen Glaubens.
Frühere Namensformen:
- 1378: „Drosschinruͤt“
- 1445: „Droschenrewt“
- 1447: „Drossenreuthe“
- 1460: „Dorsschinrute“
- 1467: „Droschenrewdt“
- 1582: „Troschenreuth“[1]

## Gegenwart
Von Troschenreuth existieren keine Häuser mehr. Nur noch einzelne Baumgruppen lassen die einstigen Standorte erahnen. Das Gebiet gehört heute zum Naturschutzgebiet Feilebach als Teil des Naturschutzprojektes Grünes Band Deutschland. Hydrologisch ist der Name des Ortes aber noch im Vorbecken Troschenreuth präsent, einem Stau des Oberhartmannsreuther Bachs im Einzugsgebiet der Trinkwassertalsperre Dröda. Die Gemarkungen Troschenreuth und Ebersberg gibt es noch.
Sichtbar erinnert allein das etwas abseits gelegene Erbbegräbnis der Familie Stengel, in dem sechs Personen ruhen, an die einstige Siedlung. Es ist in erbärmlichem Zustand, da es zu DDR-Zeiten geschändet wurde.